# Abralia veranyi
Abralia veranyi är en bläckfiskart som först beskrevs av Eduard Rüppell 1844.  Abralia veranyi ingår i släktet Abralia och familjen Enoploteuthidae. Inga underarter finns listade i Catalogue of Life.

## Bildgalleri

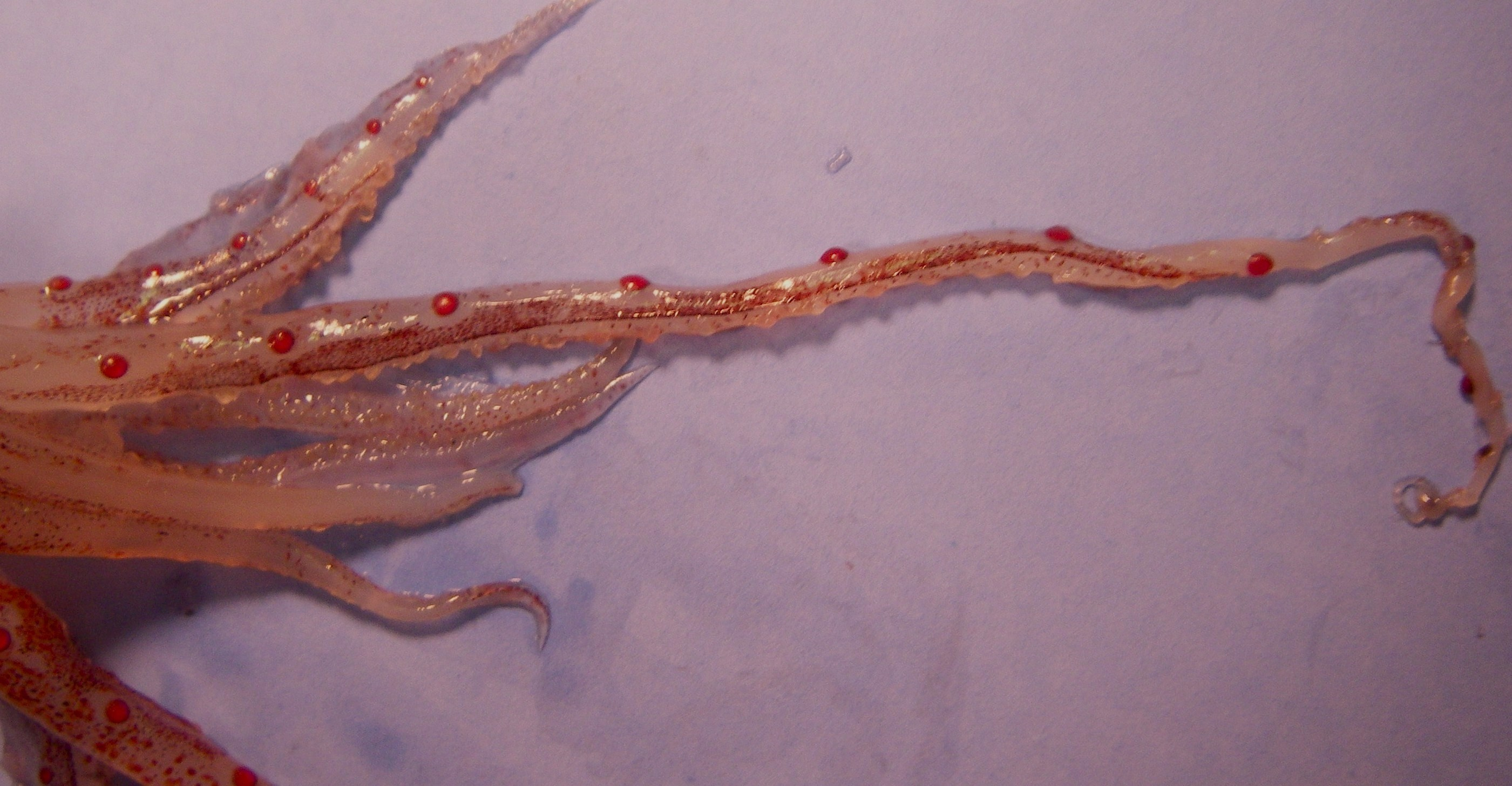
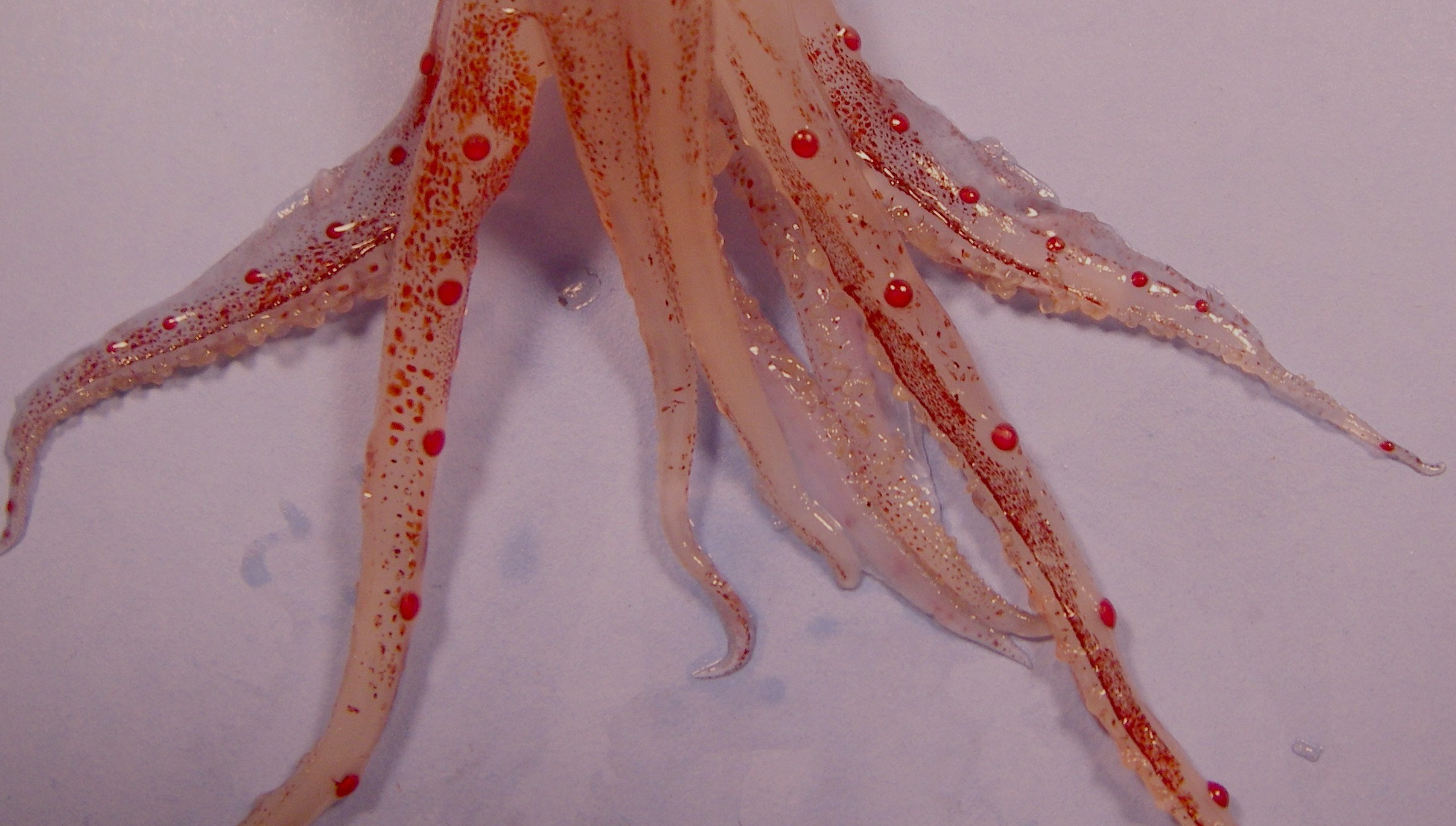